# امیر خان متقی
امیرخان متقی سیاستمدار طالبان افغان و کفیل وزیر امور خارجه امارت اسلامی افغانستان از سپتامبر ۲۰۲۱ است.
وی وزیر اطلاعات و فرهنگ و نماینده دولت طالبان در مذاکرات تحت رهبری سازمان ملل متحد بود. او در جریان جهاد افغانستان در گروه مولوی محمد نبی محمدی بود، اما بعداً با ظهور جنبش طالبان به آن پیوست.
در ۰۷ سپتامبر ۲۰۲۱، طالبان سه هفته پس از به قدرت رسیدن کامل با تصرف شهر کابل، در ۱۵ اوت، اولین اعضای دولت جدید «سرپرست» را اعلام کردند. امیرخان متقی به عنوان سرپرست وزارت خارجه افغانستان منصوب شد. امیر خان متقی باشنده اصلی ولایت پکتیا ولسوالی زرمت می‌باشد، امیر خان متقی خطاب به جمهوری اسلامی:شمار زندانیان ما کمتر از اعدامی های شماست.